# جيمس كاريو
جيمس كاريو (بالإنجليزية: James Carew)‏ هو ممثل أمريكي، ولد في 5 فبراير 1876 في غوشين في الولايات المتحدة، وتوفي في 1 أبريل 1938 في لندن في المملكة المتحدة بسبب مرض.

## وصلات خارجية
- جيمس كاريو على موقع IMDb (الإنجليزية)
- جيمس كاريو على موقع قاعدة بيانات برودواي على الإنترنت (الإنجليزية)
- جيمس كاريو على موقع قاعدة بيانات الفيلم (الإنجليزية)